# Galassia nana sferoidale di Pegaso
La galassia nana sferoidale di Pegaso (Peg dSph) è una galassia nana sferoidale situata nell'omonima costellazione alla distanza di più di 3 milioni di anni luce dalla Terra.
Fu scoperta nel 1999 da due gruppi indipendenti (T.E. Armandroff, G.H. Jacoby e J.E. Davies; I.D. Karachentsev e V.E. Karachentseva) nell'ambito del "The Second Palomar Observatory Sky Survey" (POSS II).
È una galassia satellite della galassia di Andromeda (M31), dalla quale dista circa 294.000 parsec, e quindi fa parte del Gruppo Locale.
Con un blueshift di 0,001181, la galassia si muove in direzione della Via Lattea alla velocità di 354 km/s.
Ha un diametro di circa 6.000 anni luce. Non si rilevano segni di recente attività di formazione stellare e la popolazione di stelle è costituita prevalentemente da astri molto vecchi a bassa metallicità.